# 霍华德·科密维斯
霍华德·K·科密维斯（英語：Howard K. Komives，1941年5月9日—），美国NBA联盟职业篮球运动员。他在1964年的NBA选秀中第2轮第13顺位被纽约尼克斯选中。